# Israel en los Juegos Olímpicos de Londres 2012
La participación de Israel en los Juegos Olímpicos de Londres 2012, fue la 15.ª en el historial de los Juegos Olímpicos de Verano, organizados por el Comité Olímpico Internacional. La representación del Comité Olímpico de Israel, fue integrada por un total de 37 atletas para competir en 8 deportes, 19 hombres y 18 mujeres, siendo ésta la cuarta mayor delegación olímpica desde que Israel compite en los Juegos Olímpicos de Verano.
Delegaciones destacadas fueron las de gimnasia, con 10 atletas; y la natación y el velerismo con 7 cada una. Fue la cuarta participación olímpica del judoca Arik Zeevi, cuatro veces campeón de Europa, una vez subcampeón mundial y medallista de bronce en los Juegos Olímpicos de Atenas 2004. Otros seis atletas, Vered Buskila, Gidi Kliger, Anastasia Gloushkov, Inna Yoffe, Yoni Erlich y Andy Ram, participaron por tercera vez, nueve por segunda vez y 21 por primera vez. Con esta participación, el número total de atletas israelíes desde los Juegos Olímpicos de Helsinki 1952 fue de 320.
Misha Zilberman fue el primer atleta en representar a Israel en bádminton. El bicampeón europeo de vela y medallista olímpico en 2008 Shahar Tzuberi fue el abanderado en la ceremonia de apertura, y Neta Rivkin lo fue en la de clausura.

## Diplomas olímpicos
En los Juegos Olímpicos de Londres de 1948, el Comité Olímpico Internacional decidió entregar Diploma olímpico también a aquellos deportistas que finalizaron en alguna de las seis primeras posiciones; y a partir de los Juegos Olímpicos de Los Ángeles 1984, se decidió ampliar la entrega de diplomas a los ocho primeros deportistas de cada prueba.
| Atleta                                                                                       | Deporte            | Competición               | Posición |
| -------------------------------------------------------------------------------------------- | ------------------ | ------------------------- | -------- |
|                                                                                              |                    |                           |          |
| Jonathan Erlich Andy Ram                                                                     | Tenis              | Dobles                    | 5        |
| Alexander Shatilov                                                                           | Gimnasia artística | Suelo                     | 6        |
| Lee Korzits                                                                                  | Vela               | RS:X                      | 6        |
| Alice Schlesinger                                                                            | Judo               | Menos de 63 kg            | 7        |
| Yakov-Yan Toumarkin                                                                          | Natación           | 200 metros estilo espalda | 7        |
| Neta Rivkin                                                                                  | Gimnasia rítmica   | Completo individual       | 7        |
| Moran Buzovsky Victoria Koshel Noa Palatchy Marina Shultz Polina Zakaluzny Eliora Zholkovski | Gimnasia rítmica   | Completo por equipo       | 8        |

## Participantes por deporte
| Deporte           | Hombres | Mujeres | Total |
| ----------------- | ------- | ------- | ----- |
| Atletismo         | 2       | 1       | 3     |
| Bádminton         | 1       |         | 1     |
| Gimnasia          | 2       | 8       | 10    |
| Judo              | 4       | 1       | 5     |
| Vela              | 3       | 4       | 7     |
| Tiro              | 1       |         | 1     |
| Natación          | 4       | 1       | 5     |
| Nado sincronizado |         | 2       | 2     |
| Tenis             | 2       | 1       | 3     |
| Total             | 19      | 18      | 37    |

## Atletismo
Hombres
| Atleta         | Evento  | Preliminar | Preliminar | Semifinal | Semifinal | Final     | Final     |
| Atleta         | Evento  | Marca      | Posición   | Marca     | Posición  | Marca     | Posición  |
| -------------- | ------- | ---------- | ---------- | --------- | --------- | --------- | --------- |
| Donald Sanford | 400 m   | 45s71      | 26º        | No avanzó | No avanzó | No avanzó | No avanzó |
| Zohar Zemiro   | Maratón | —          | —          | —         | —         | 2:34:59   | 81        |

Mujeres
| Atleta           | Evento            | Semifinal | Semifinal | Final     | Final     |
| Atleta           | Evento            | Marca     | Posición  | Marca     | Posición  |
| ---------------- | ----------------- | --------- | --------- | --------- | --------- |
| Jillian Schwartz | Salto con pértiga | 4,40m     | 18.ª      | No avanzó | No avanzó |

## Bádminton

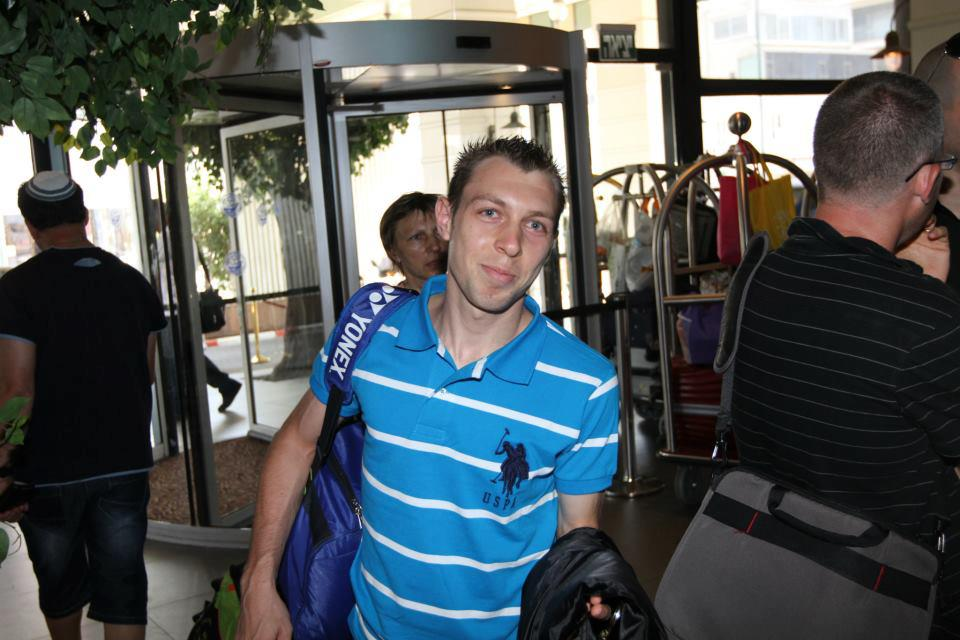
Misha Zilberman, representante israelí en bádminton

| Atleta          | Evento               | Llave de clasificación        | Llave de clasificación  | Llave de clasificación | Preliminares         | Cuartos de final     | Semifinal            | Final                | Final     |
| Atleta          | Evento               | Adversario resultado          | Adversario resultado    | Posición               | Adversario resultado | Adversario resultado | Adversario resultado | Adversario resultado | Posición  |
| --------------- | -------------------- | ----------------------------- | ----------------------- | ---------------------- | -------------------- | -------------------- | -------------------- | -------------------- | --------- |
| Misha Zilberman | Individual masculino | Jørgensen (DEN) L 21–13 21–12 | Wong (SIN) L 21–9 21–15 | 3                      | No avanzó            | No avanzó            | No avanzó            | No avanzó            | No avanzó |

## Gimnasia

### Artística

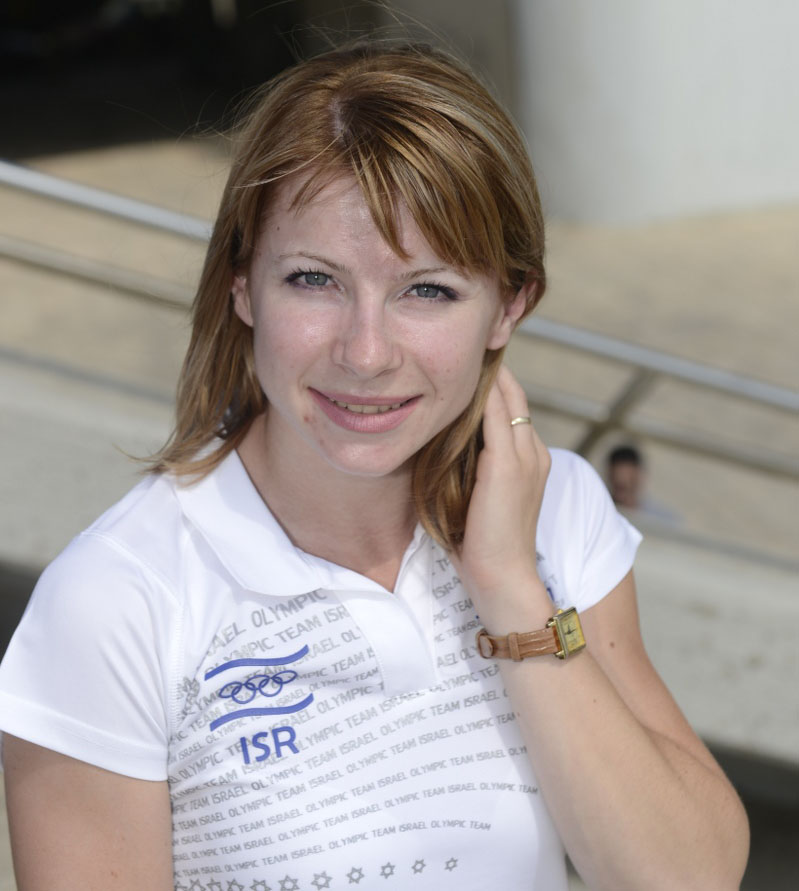
Valeria Maksyuta

Hombres
| Atleta          | Evento              | Clasificación | Clasificación | Clasificación | Clasificación | Clasificación | Clasificación | Clasificación | Clasificación | Final     | Final     | Final     | Final     | Final     | Final     | Final     | Final     |
| Atleta          | Evento              | Aparatos      | Aparatos      | Aparatos      | Aparatos      | Aparatos      | Aparatos      | Total         | Pos.          | Aparatos  | Aparatos  | Aparatos  | Aparatos  | Aparatos  | Aparatos  | Total     | Pos.      |
| Atleta          | Evento              | · S           | CA            | · A           | · C           | · BP          | · BF          | Total         | Pos.          | · S       | CA        | · A       | · C       | · BP      | · BF      | Total     | Pos.      |
| --------------- | ------------------- | ------------- | ------------- | ------------- | ------------- | ------------- | ------------- | ------------- | ------------- | --------- | --------- | --------- | --------- | --------- | --------- | --------- | --------- |
| Felix Aronovich | completo individual | 14.033        | 13.433        | 14.100        | 13.900        | 14.233        | 13.500        | 83.199        | 32            | No avanzó | No avanzó | No avanzó | No avanzó | No avanzó | No avanzó | No avanzó | No avanzó |
| Alex Shatilov   | completo individual | 15.633        | 14.133        | 14.033        | 15.533        | 14.700        | 14.000        | 89.032        | 12            | 15.600    | 14.266    | 14.200    | 15.133    | 14.400    | 14.833    | 88.432    | 12        |
| Alex Shatilov   | Suelo               | 15.633        | —             | —             | —             | —             | —             | 15.633        | 4             | 15,333    | —         | —         | —         | —         | —         | 15,333    | 6         |

Mujeres
| Atleta           | Evento              | Clasificación | Clasificación | Clasificación | Clasificación | Clasificación | Clasificación | Final     | Final     | Final     | Final     | Final     | Final     |
| Atleta           | Evento              | Aparatos      | Aparatos      | Aparatos      | Aparatos      | Total         | Posición      | Aparatos  | Aparatos  | Aparatos  | Aparatos  | Total     | Posición  |
| Atleta           | Evento              | · S           | · C           | · BA          | · VE          | Total         | Posición      | · S       | · C       | · BA      | · VE      | Total     | Posición  |
| ---------------- | ------------------- | ------------- | ------------- | ------------- | ------------- | ------------- | ------------- | --------- | --------- | --------- | --------- | --------- | --------- |
| Valeria Maksyuta | completo individual | 12.800        | 9.433         | 10.533        | 12.933        | 45.699        | 59            | No avanzó | No avanzó | No avanzó | No avanzó | No avanzó | No avanzó |

### Rítmica
Neva Rivkin logró su clasificación para las olimpiadas, al conquistar la medalla de plata en el concurso completo individual de la serie de la Copa del Mundo de Gimnasia Rítmica celebrada en Taskent, Uzbekistán. En la competencia olímpica de Londres, obtuvo el pase para la final, terminando séptima en la clasificación general.
Por su parte, el equipo olímpico de gimnasia rítmica de Israel, conquistó su clasificación en el certamen preolímpico celebrado en Londres, entre el 16 y el 18 de enero de 2012, ganando la medalla de plata en el concurso completo por equipo.
| Atleta      | Evento              | Clasificación | Clasificación | Clasificación | Clasificación | Clasificación | Clasificación | Final  | Final  | Final  | Final  | Final   | Final |
| Atleta      | Evento              | Aro           | Pelota        | Mazas         | Cinta         | Total         | Pos.          | Aro    | Pelota | Mazas  | Cinta  | Total   | Pos.  |
| ----------- | ------------------- | ------------- | ------------- | ------------- | ------------- | ------------- | ------------- | ------ | ------ | ------ | ------ | ------- | ----- |
| Neta Rivkin | Completo individual | 27,450        | 26,200        | 27,525        | 27,725        | 108,900       | 9 Q           | 27,350 | 26,850 | 27,800 | 27,000 | 109,000 | 7     |

| Moran Buzovsky Victoria Koshel Noa Palatchy Marina Shultz Polina Zakaluzny Eliora Zholkovski | Completo por equipo | 26,500 | 26,600 | 53,100 | 7 Q | 26,725 | 26,675 | 53,400 | 8 |

## Judo
Hombres
| Atleta            | Evento | Primera ronda            | Segunda ronda            | Tercera ronda             | Cuartos de final     | Semifinal            | Repesca 1 | Repesca 2 | Final     | Final     |
| Atleta            | Evento | Adversario Resultado     | Adversario Resultado     | Adversario Resultado      | Adversario Resultado | Adversario Resultado | Adv. Res. | Adv. Res. | Adv. Res. | Pos.      |
| ----------------- | ------ | ------------------------ | ------------------------ | ------------------------- | -------------------- | -------------------- | --------- | --------- | --------- | --------- |
| Artiom Arshansky  | 60 kg  | Exento                   | Mooren (NED) W 0001–0001 | Hiraoka (JPN) L 0000–0012 | No avanzó            | No avanzó            | No avanzó | No avanzó | No avanzó | No avanzó |
| Golan Pollack     | 66 kg  | Larose (FRA) L 0000–0001 | No avanzó                | No avanzó                 | No avanzó            | No avanzó            | No avanzó | No avanzó | No avanzó | No avanzó |
| Soso Palelashvili | 73 kg  | Exento                   | Huysuz (TUR) W 0010–0000 | Nakaya (JPN) L 0000–0101  | No avanzó            | No avanzó            | No avanzó | No avanzó | No avanzó | No avanzó |
| Ariel Zeevi       | 100 kg | —                        | Peters (GER) L 0000–1000 | No avanzó                 | No avanzó            | No avanzó            | No avanzó | No avanzó | No avanzó | No avanzó |

Mujeres
| Atleta            | Evento | Primera ronda        | Segunda ronda             | Cuartos de final         | Semifinal            | Repesca 1               | Repesca 2            | Final                | Final    |
| Atleta            | Evento | Adversario Resultado | Adversario Resultado      | Adversario Resultado     | Adversario Resultado | Adversario Resultado    | Adversario Resultado | Adversario Resultado | Posición |
| ----------------- | ------ | -------------------- | ------------------------- | ------------------------ | -------------------- | ----------------------- | -------------------- | -------------------- | -------- |
| Alice Schlesinger | 63 kg  | Exento               | Drexler (AUT) W 0010-0002 | Žolnir (SLO) L 0000-1100 | No avanzó            | Émane (FRA) L 0002-0010 | No avanzó            | No avanzó            | 7        |

## Vela
Hombres
| Atleta                  | Evento | Regata | Regata | Regata | Regata | Regata | Regata | Regata | Regata | Regata | Regata | Regata | Puntos | Posición final |
| Atleta                  | Evento | 1      | 2      | 3      | 4      | 5      | 6      | 7      | 8      | 9      | 10     | M*     | Puntos | Posición final |
| ----------------------- | ------ | ------ | ------ | ------ | ------ | ------ | ------ | ------ | ------ | ------ | ------ | ------ | ------ | -------------- |
| Shahar Tzuberi          | RS:X   | 12     | 8      | 17     | 10     | 39 BFD | 12     | 35     | 34     | 26     | 1      | –      | 155    | 19             |
| Gideon Kliger Eran Sela | 470    | 17     | 11     | 17     | 11     | 2      | 14     | 5      | 12     | 28 OCS | 23     | –      | 112    | 15             |

Mujeres
| Atleta                  | Evento       | Regata | Regata | Regata | Regata | Regata | Regata | Regata | Regata | Regata | Regata | Regata | Puntos | Posición final |
| Atleta                  | Evento       | 1      | 2      | 3      | 4      | 5      | 6      | 7      | 8      | 9      | 10     | M*     | Puntos | Posición final |
| ----------------------- | ------------ | ------ | ------ | ------ | ------ | ------ | ------ | ------ | ------ | ------ | ------ | ------ | ------ | -------------- |
| Lee Korzits             | RS:X         | 1      | 3      | 7      | 2      | 2      | 11     | 2      | 1      | 9      | 11     | 18     | 56     | 6              |
| Nufar Edelman           | Laser Radial | 33     | 33     | 33     | 34     | 29     | 3      | 34     | 28     | 18     | 26     | –      | 237    | 30             |
| Vered Buskila Gil Cohen | 470          | 3      | 21 DSQ | 10     | 19     | 4      | 14     | 12     | 15     | 12     | 17     | –      | 105    | 15             |

- M - Regata por la Medalla en la cual sólo participan los diez primeros clasificados en las regatas anteriores.
- BDF - Descalificado por bandera negra (Black Flag Disqualified)
- DSQ - Descalificado (Disqualified)
- OCS - Salida anulada (On the course side of the starting)

## Tiro

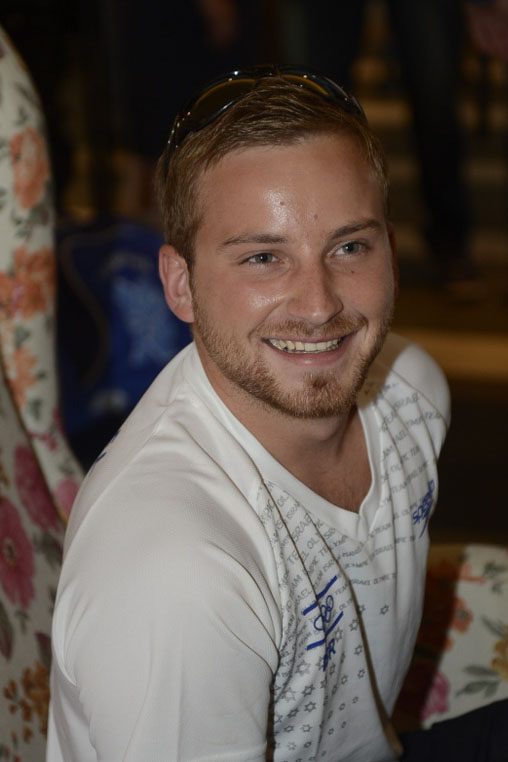
Sergey Rikhter

Hombres
| Atleta        | Evento                    | Clasificación | Clasificación | Final     | Final     |
| Atleta        | Evento                    | Puntos        | Posición      | Puntos    | Posición  |
| ------------- | ------------------------- | ------------- | ------------- | --------- | --------- |
| Sergy Rikhter | Rifle de aire - 10 metros | 595           | 9             | No avanzó | No avanzó |
| Sergy Rikhter | Rifle tendido - 50 metros | 587           | 44            | No avanzó | No avanzó |

## Natación
Hombres
| Atleta                | Evento                            | Preliminar | Preliminar | Semifinal | Semifinal | Final     | Final     |
| Atleta                | Evento                            | Tiempo     | Posición   | Tiempo    | Posición  | Tiempo    | Posición  |
| --------------------- | --------------------------------- | ---------- | ---------- | --------- | --------- | --------- | --------- |
| Nimrod Shapira Bar-Or | Estilo libre - 200 metros         | 1:48.60    | 21         | No avanzó | No avanzó | No avanzó | No avanzó |
| Imri Ganiel           | Estilo braza - 100 metros         | 1:02.07    | 32         | No avanzó | No avanzó | No avanzó | No avanzó |
| Gal Nevo              | Estilo mariposa -200 metros       | 1:59.98    | 32         | No avanzó | No avanzó | No avanzó | No avanzó |
| Gal Nevo              | Combinado individual - 200 metros | 1:59.56    | 12         | 1:59.17   | 10        | No avanzó | No avanzó |
| Gal Nevo              | Combinado individual - 400 metros | 4:14.77    | 10         | —         | —         | No avanzó | No avanzó |
| Yakov-Yan Toumarkin   | Estilo espalda - 100 metros       | 54s91      | 24         | No avanzó | No avanzó | No avanzó | No avanzó |
| Yakov-Yan Toumarkin   | Estilo espalda - 200 metros       | 1:57.33    | 8          | 1:57.33   | 8         | 1:57.62   | 7         |

Mujeres
| Atleta    | Evento                            | Peliminar | Peliminar | Semifinal | Semifinal | Final     | Final     |
| Atleta    | Evento                            | Tiempo    | Posición  | Tiempo    | Posición  | Tiempo    | Posición  |
| --------- | --------------------------------- | --------- | --------- | --------- | --------- | --------- | --------- |
| Amit Ivry | Estilo mariposa -100 metros       | 58s78     | 18        | No avanzó | No avanzó | No avanzó | No avanzó |
| Amit Ivry | Combinado individual - 200 metros | 2:13.29   | 12        | 2:13.31   | 13        | No avanzó | No avanzó |

- Récord nacional (National record)

## Nado sincronizado
| Atleta                         | Evento | Rutina técnica | Rutina técnica | Rutina libre (preliminar) | Rutina libre (preliminar) | Rutina libre (preliminar) | Rutina libre (final) | Rutina libre (final)    | Rutina libre (final) |
| Atleta                         | Evento | Puntos         | Posición       | Puntos                    | Total (técnica + libre)   | Posición                  | Puntos               | Total (técnica + libre) | Posición             |
| ------------------------------ | ------ | -------------- | -------------- | ------------------------- | ------------------------- | ------------------------- | -------------------- | ----------------------- | -------------------- |
| Anastasia Gloushkov Inna Yoffe | Dueto  | 83,400         | 17             | 83,520                    | 166,920                   | 17                        | No avanzó            | No avanzó               | No avanzó            |

## Tenis
Hombres

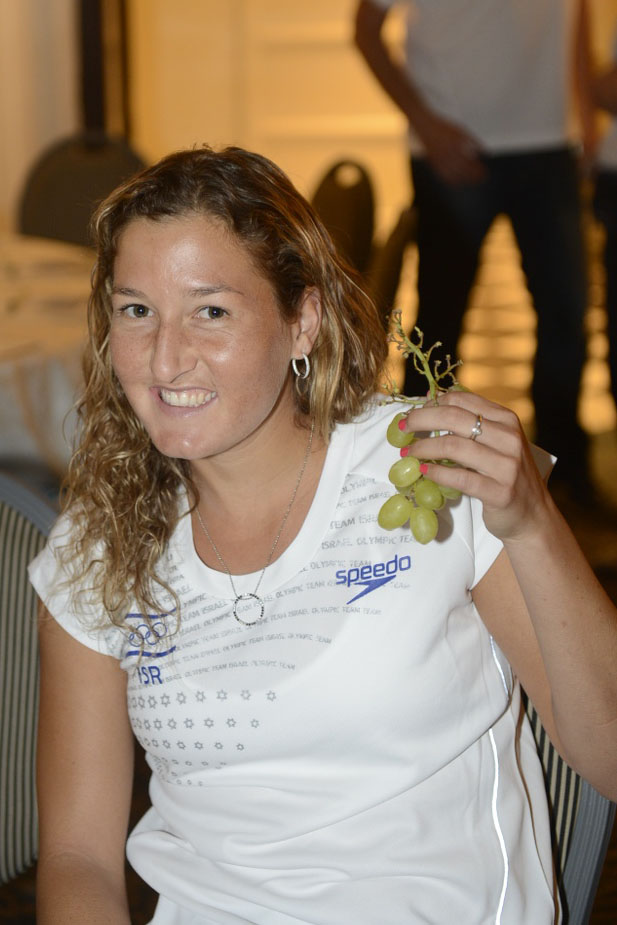
Shahar Peer

La dupla campeona del Australian Open 2008, conformada por Andy Ram y Jonathan Erlich, participó en los Juegos Olímpicos de Londres 2012 a través de una wild card expedida por la ITF, llegando a los cuartos de final, y perdiendo solo ante la pareja campeona del certamen. Ésta fue la tercera justa olímpica consecutiva de la pareja de dobles israelí, junto a Atenas 2004 y Pekín 2008. En tanto que Shahar Pe'er consiguió su clasificación a los juegos por su posición en el ranking de la WTA, quedando eliminada en la primera ronda frente a quien resultó subcampeona olímpica.
| Atleta                   | Evento | Primera ronda        | Segunda ronda                                    | Tercera ronda                                 | Cuartos de final                                 | Semifinal            | Final                | Final     |
| Atleta                   | Evento | Adversario Resultado | Adversario Resultado                             | Adversario Resultado                          | Adversario Resultado                             | Adversario Resultado | Adversario Resultado | Posición  |
| ------------------------ | ------ | -------------------- | ------------------------------------------------ | --------------------------------------------- | ------------------------------------------------ | -------------------- | -------------------- | --------- |
| Jonathan Erlich Andy Ram | Dobles | —                    | Granollers / M. López (ESP) W 7–6(7–5), 7–6(7–3) | Federer / Wawrinka (SUI) W 1–6, 7–6(7–5), 6–3 | M. Bryan / B. Bryan (USA) L 7–6(7–4), 7–6(12–10) | No avanzó            | No avanzó            | No avanzó |

Mujeres
| Atleta       | Evento     | Primera ronda              | Segunda ronda        | Tercera ronda        | Cuartos de final     | Semifinal            | Final                | Final     |
| Atleta       | Evento     | Adversario Resultado       | Adversario Resultado | Adversario Resultado | Adversario Resultado | Adversario Resultado | Adversario Resultado | Posición  |
| ------------ | ---------- | -------------------------- | -------------------- | -------------------- | -------------------- | -------------------- | -------------------- | --------- |
| Shahar Pe'er | Individual | Sharápova (RUS) L 2–6, 0–6 | No avanzó            | No avanzó            | No avanzó            | No avanzó            | No avanzó            | No avanzó |